# Ideoblothrus caecus
Espèce
Synonymes
- Ideobisium caecum Mahnert, 1979

Ideoblothrus caecus est une espèce de pseudoscorpions de la famille des Syarinidae.

## Distribution
Cette espèce est endémique du Brésil. Elle se rencontre au Pará et en Amazonas.

## Description
La femelle holotype mesure 2,5 mm.

## Systématique et taxinomie
Cette espèce a été décrite sous le protonyme Ideobisium caecum par Muchmore en 1979. Elle est placée dans le genre Ideoblothrus par Muchmore en 1982.

## Publication originale
- Mahnert, 1979 : Pseudoskorpione (Arachnida) aus dem Amazonas-Gebiet (Brasilien). Revue Suisse de Zoologie, vol. 86, no 3, p. 719-810 (texte intégral).